# Edward Jakobowski
Edward Jakobowski (* 17. April 1856 in London; † 29. April 1929 ebenda) war ein englischer Komponist polnisch-österreichischer Herkunft.
Jakobowski wuchs in Wien auf und besuchte dort das Konservatorium. Nach einem zweijährigen Parisaufenthalt kam er 1883 nach London, wo im Folgejahr seine komische Oper Dick am Globe Theatre uraufgeführt wurde. 1885 erschien sein erfolgreichstes Werk, die komische Oper Erminie. Sie hatte 154 Aufführungen, wurde 1886 am Comedy Theatre erneut in den Spielplan aufgenommen und jahrelang an Opernhäusern in ganz Großbritannien gespielt. Ein sensationeller Erfolg wurde auch die US-amerikanische Aufführung in Rudolf Aronsons New York Casino mit Pauline Hall in der Titelrolle, Harry Pepper, Carl Irving, Marion Manola, Agnes Folsom, Rose Beaudet, William S. Daboll und Francis Wilson.
Weitere Opern Jakobowskis waren Mynheer Jan (1887), Paola (1889), A Venetian Singer (1893), The Queen of Brilliants (1894), The Devil’s Deputy (1894) und Milord Sir Smith (1898). Sie fanden zwar Anklang beim Publikum, waren jedoch finanzielle Misserfolge, so dass Jakobowski verarmte und 1902 für bankrott erklärt wurde. 
Als Jakobowski 1929 in einem Krankenhaus starb, waren er und seine Werke weitgehend vergessen. 1952 wurde Erminie in einer von Gordon MacRae und Nell Tangeman bearbeiteten Version in der Railroad Hour bei NBC aufgeführt. 1957 nahm Nathaniel Shilkret mit dem Symphonic Pops Orchestra zwei Auszüge aus Erminie für die LP Operetta Favorites auf.